# Пропускателна способност
Пропускателната способност на комуникационен канал е максималното количеството информация, което може да премине през този канал за единица време. Измерва се в битове за секунда (bit/s).

## Теория
{\displaystyle C={I \over t}}
{\displaystyle I} – количеството информация
{\displaystyle t} – време
Максимално достижимата пропускателна способност на даден канал зависи от широчината на честотната лента и отношението сигнал/шум и се определя от теоремата на Шанън-Хартли, по имената на инженерите от САЩ Хартли и Шенон:
{\displaystyle C=B.log_{2}.(1+{\frac {P_{s}}{P_{n}}})}
{\displaystyle C} – пропускателната способност
{\displaystyle B} – широчината на пропусканата честотна лента на този канал
{\displaystyle {\frac {P_{s}}{P_{n}}}} – отношението на средните мощности, съответно на сигнала и шума
Реалната пропускателна способност на канала зависи от конкретния хардуер, който се използва, но не е възможно да бъде по-голяма от стойността, определена от тази формула.